# معوض عوض إبراهيم
 معوض عوض إبراهيم الأزهري الحنفي  من علماء الأزهر الشريف، مؤلف وكاتب ومدرّس وخطيب. عرف عنه أنه لم يتهم مخالفه بشرك ولا كفر، وصحب الأئمة الأعلام كالدجوي، ومخلوف، وخاطر، وبيصار، وأبو شهبة، والغزالي. تلقى العلم على أيدي الأكابر كالأودن، وعلي سرور الزنكلوني، وأبو زهرة، والمراغي، وعبد الحليم محمود، والخضر حسين، والزرقاني. يُذكر أن العقاد أول من أُعجب به، وتنبَّه لموهبته الأدبية، فنشر له قصيدة في مجلة السياسة الأسبوعية. توفي في 21 يونيو 2018 الموافق 7 شوال 1439 هـ.

## حياته
ولد الشيخ عام 1330 هـ / 1912م بقرية كفر الترعة الجديد مركز شربين محافظة الدقهلية. عاصر 5 رؤساء، و 3 ثورات، وهو أقدم خريج أزهري وأكبر المحدثين في العالم الإسلامي سنًا مما يجعله شاهدًا على العصر.

## حياته العلمية
- التحق بالأزهر الشريف سنه 1344 هـ - 1926 م، بعد أن أتم حفظ القرآن الكريم بكتاب القرية.
- حصل على الابتدائية عام 1348 هـ - 1930 م.
- حصل على الكفاءة عام 1933 م.
- حصل على الثانوية من معهد طنطا عام 1358 هـ - 1935 م.
- التحق بكلية أصول الدين بالقاهرة بالخازندارا، وتخرج منها عام 1939م. وأكمل سنتين في تخصص الدعوة وحصل على التخصص عام 1363 هـ - 1941 م.

## المناصب التي شغلها
- عين واعظا في أسوان عام 1942 م – إلي عام 1945 م.
- عين واعظا في الفيوم من سنه 1945 إلي عام 1948 م.
- عين واعظا في بورسعيد من عام 1948 إلي عام 1956 م.
- في عام 1952 م حصل فضيلته على تخصص التدريس والتربية من كلية اللغة العربية من جامعة الأزهر.
- ذهب إلي لبنان مبعوثاُ للأزهر الشريف للوعظ والتدريس عام 1956 إلي عام 1962 – في الكلية الشرعية ببيروت.
- أنشأ المعهد الديني الأزهري في بورسعيد عام 1964 م. ثم توجه بعدها إلى الأردن عام 1965 إلى عام 1969 وكان مقرة ميناء العقبة الميناء الوحيد بالأردن.
- عمل مفتش ومراقباُ للوعظ في القوات المسلحة.
- عمل محاضراً في الدراسات العليا قسم الحديد في كلية أصول الدين حتى عام 1973 م.
- عمل مدرساً في كليه الشريعة بالرياض عام 1973 م.
- عمل باحثاُ علمياً في رئاسة البحوث العلمية والإفتاء إلى عام 1976 م.
- عمل بعدها مدرساُ في كليتي أصول الدين والحديث النبوي في الجامعة الإسلامية بالمدينة المنورة.
- عمل رئيساً لقسم الدعوة في وزارة الأوقاف والشئون الإسلامية في الكويت بداية من عام 1979 الذي أنشأ فور تعاقده في الوزارة حتي عام 1985 .
- عمل عضوًا في لجنة الفتوى بالأزهر الشريف في عهد الإمام الأكبر شيخ الأزهر جاد الحق علي جاد الحق رحمه الله.

## شيوخه
تتلمذ الشيخ على يد كوكبة نيرة من أكابر علماء الأزهر الشريف أخذوا العلم كابرًا عن كابر، نذكر منهم على سبيل المثال لا الحصر:
- الشيخ محمد الأودن رحمه الله.
- الشيخ محمد سلامة صاحب كتاب مباحث في علوم القرآن.
- الشيخ محمد عبد العظيم الزرقاني، صاحب كتاب مناهل العرفان.
- الشيخ علي سرور الزنكلوني، وعنه يروي الشيخ معوض بأسانيده المتصلة.
- الشيخ محمد أبو زهرة.
- الشيخ محمد يوسف موسى.

## الأعلام الذين عاصرهم
من الأعلام الذين عاصرهم وكانت بينه وبينهم مواقف وذكريات يتجلي فيها ارتباط الشيخ بالأكابر من العلماء:
- الشيخ عبد الله المشد.
- فضيلة الإمام الأكبر شيخ الأزهر محمد مصطفى المراغي.
- فضيلة الإمام الأكبر شيخ الأزهر محمد الخضر حسين.
- فضيلة الإمام الأكبر شيخ الأزهر عبد الرحمن تاج.
- الشيخ الإمام الأكبر شيخ الأزهر محمود شلتوت.
- فضيلة الإمام الأكبر شيخ الأزهر الدكتور عبد الحليم محمود.

وغيرهم من السادة أهل العلم الأكابر أمثال الإمام فقيه الشام الشيخ الصيدلاني أبي اليسر عابدين حفيد الإمام الكبير صاحب الحاشية المعروفة بحاشية ابن عابدين، الذي استمع إلى محاضرة في الفقه المقارن لالشيخ معوض التي ألقاها على طلاب كلية الشريعة وقد كان الشيخ معوض حينئذ أستاذًا في الكلية الشرعية بلبنان وفرح الإمام الفقيه الصيدلاني الشيخ أبو اليسر بما قاله الشيخ وبما قاله طلابه، وربت علي الكتف الأيسر للشيخ معوض ودعا له بالخير.

## كتابته للصحف والمجلات
بدأت الكتابة منذ عام 1939م في مجلات: «نور الإسلام»، و «هدي الإسلام»، و«منبر الشرق»، و«مجلة الأزهر» التي كتبت لها منذ عام 1953م، ومجلة «منبر الإسلام»، ومجلة «الوعي الإسلامي» بالكويت، ومجلة العرفان اللبنانية، ومجلة الهداية البحرانية ومجلة البلاغ الكويتية ومجلة النهضة واليقظة الكويتية و«حضارة الإسلام» في سوريا، ومجلة «البحوث الإسلامية» في باكستان، ومجلة «البحوث الإسلامية» في الرياض، ومجلة «الجامعة الإسلامية» في المدينة المنورة، ومجلة «العرفان» في صيدا وبيروت، ومجلة «اليقين» في الهند وغيرها من المجلات والجرائد اليومية. من الجرائد جريدة الأخبار المصرية وجريدة الوفد المصرية وجريدة آفاق عربية المصرية كتب فيها مقالات بعنوان أوراق داعية، وجريدة الدستور المصرية وجريدة الرياض السعودية وجريدة الوطن في قطر، وجريدة أخبار الخليج اليومية في البحرين وغيرها من المجلات. ومجلات ونشرات رئاسة البحوث العلمية والإفتاء في الكويت، وغيرها من المجلات.

## مؤلفاته
- «الإسلام والأسرة السعيدة» طبع في بيروت 1960م.
- «قبس من الإسلام» طبع في بيروت 1962م وطبع مرة أخرى بعنوان «عناصر الإسلام وطرق هديه».
- «إنسانية العبادات في الإسلام»، في القاهرة 1970م.
- «ملامح من هذا الدين»، في القاهرة طبعة المجلس الأعلى للشئون الإسلامية 1970م.
- «مع الإمام البخاري في كتاب العلم من صحيحه»، طبع بالكويت 1982م.
- «الرسول والرسالة في شعر أبي طالب»، طبع بالكويت 1983م.
- «عنصر الهداية في القرآن الكريم»، طبع بالكويت 1983م.
- «ركائز المجتمع المسلم في سورة الحجرات»، طبع بالكويت 1983م.
- «ذلك الدين القيم»، طبع بالإسكندرية 1996م.
- «الأولاد ودائع الله عندنا»، طبع بالقاهرة 2002م.
- «مشاهد الوجود وشواهد التوحيد» طبع في دار الدعوة بالأسكندرية عام 2008.
- «نفحات القرآن» طبع في دار الدعوة بالأسكندرية عام 2008.
- «التقوى والمتقون في القرآن الكريم» دار البصائر المصرية.
- فلسطين وكيف نستردها عربية مسلمة.
- الإسلام وطرق هديه.
- من أدب النبوة.
- من رحيق الايمان (ديوان شعر).
- جوانب من دعوات المرسلين.
- دراسات في اللغة والأدب.